# Кагбени (фильм)
«Кагбени» (непальск. कागबेनी) — непальский полнометражный фильм-триллер, поставленный по рассказу английского писателя Уильяма Уаймарка Джекобса «Обезьянья лапка». Премьера состоялась в январе 2008 года. Действия фильма происходят в непальской деревне Кагбени, расположенной в Гималаях в верховьях реки Кали-Гандаки.

## Сюжет
Кришна возвращается в родную деревню после длительного пребывания на заработках в Малайзии. Со своим другом Рамешем он идёт по делам в селение Марпа. В пути друзья останавливаются на ночлег в сарае, где встречают таинственного отшельника. Кришна приглашает его к огню и даёт одеяло, привезённое из Малайзии. В знак благодарности отшельник дарит Кришне волшебную обезьянью лапку. По словам отшельника, лапка способна исполнять желания своего владельца, однако, если лапкой воспользуется другой человек, то исполнение его желаний будет сопровождаться бедами.
На обратном пути Рамеш узнаёт, что Кришне устраивают свадьбу с Тарой — девушкой, которую любит и которой безуспешно добивается он сам. Рамеш тайком берёт обезьянью лапку и загадывает желание...

## Съёмки

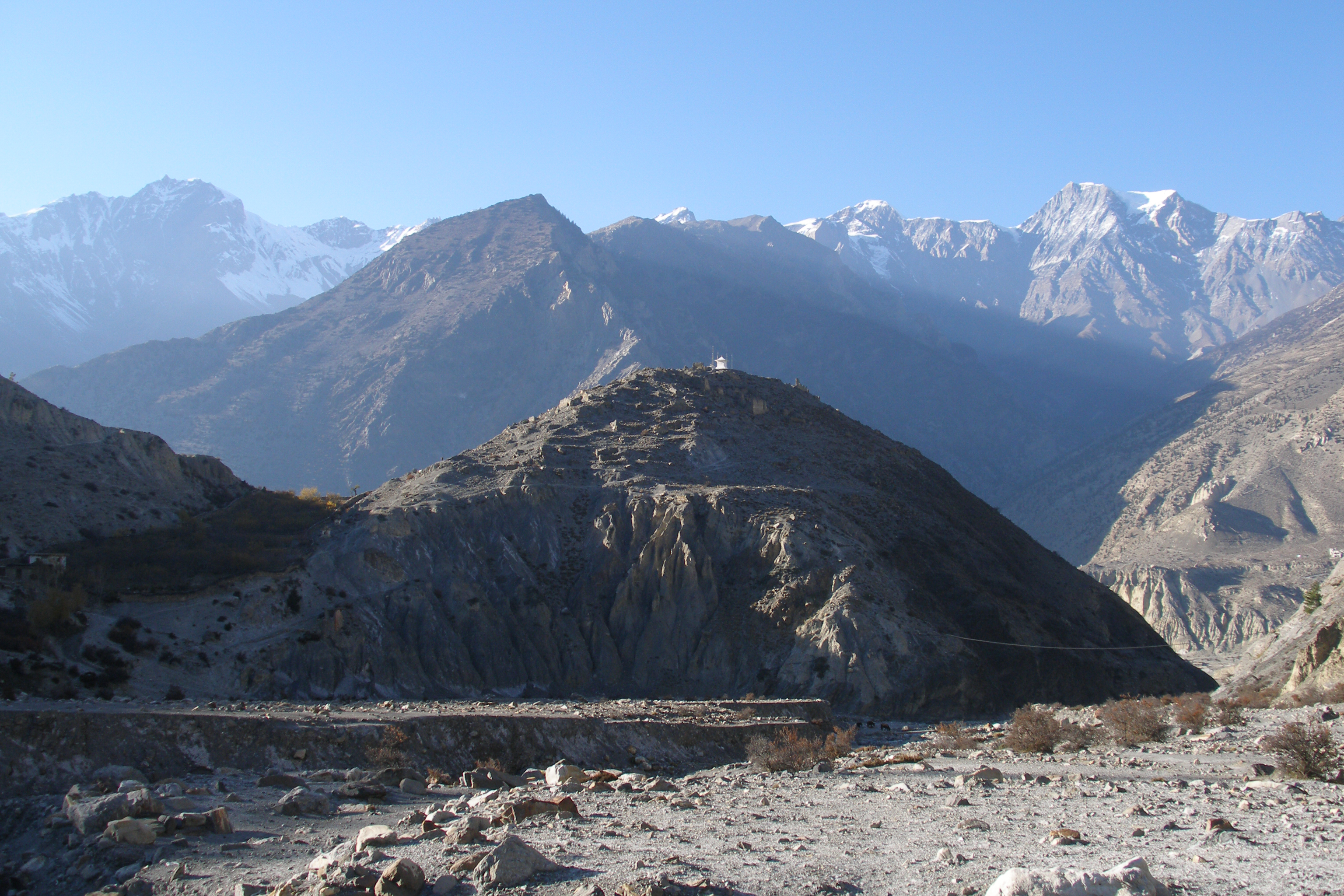
Долина Кали-Гандаки, в которой происходят действия фильма

В октябре 2006 года съёмочная группа прибыла в долину реки Кали-Гандаки. Съёмки длились около месяца и проходили в городе Джомсом, деревнях Кагбени, Марпа, Шьянг и их окрестностях.
Для съёмок использовалась цифровая видеокамера Silicon Imaging. Периодически возникали технические трудности из-за того, что у создателей фильма не было опыта работы с этой камерой. Однажды участникам съёмочной группы пришлось несколько часов идти пешком до ближайшего населённого пункта, чтобы из Интернет-кафе проконсультироваться с производителем камеры.

## В ролях
- Саугат Малла[англ.] — Рамеш
- Дия Маски — Тара
- Нима Румба[англ.] — Кришна
- Ханиф Мохаммед — Бишну
- Пуджа Гурунг — Пема
- Вивек Гурунг — Бардаан

## Критика
Фильм получил положительные отзывы критиков. Газета «The Himalayan Times» назвала «Кагбени» «прорывом среди непальских фильмов», а в газете «Nepali Times» отметили, что фильм «великолепно снят, чарующе сыгран, тщательно срежиссирован».

## Кассовые сборы
За время проката в кинотеатрах «Кагбени» собрал рекордные для непальского кинематографа 30 млн рупий, причём 4 млн рупий было собрано в первую неделю.
Фильм также имел неплохие показатели за рубежом, особенно в США, Великобритании и Гонконге, где проживает значительное количество выходцев из Непала.